# Xenon (processeur)
Pour les articles homonymes, voir Xenon.
Ne pas confondre avec le ATI Xenos (processeur graphique de la Xbox 360), ni avec l'Intel Xeon (gamme de processeurs pour serveurs).
Le Xenon (prononcé zénon, du nom d'un gaz noble, le xénon) est un processeur central utilisé dans la console de jeu Xbox 360. Le processeur, connu sous le nom de code interne  "Waternoose" chez IBM, et "XCPU" chez Microsoft, est basé sur une architecture de jeu d'instructions en 64 bits PowerPC (PPC) d'IBM, constituée de trois cœurs de processeurs indépendants sur une même die. Ces trois cœurs sont des versions légèrement modifiées du groupe PPE CBE dans le processeur Cell, qui a été conçu spécifiquement pour la PlayStation 3, de Sony. Chaque cœur a deux threads matériels symétriques (SMT), pour un total de six threads matériels disponibles pour les jeux. Chaque cœur individuel contient aussi 8 KiB de cache d'instructions de premier niveau (L1) et 8 KiB de cache de données de premier niveau (L1).
Les processeurs sont marqués « XCPU » sur l'emballage et produits par Chartered Semiconductor Manufacturing (en). Chartered a réduit en 2007 la taille du procédé de fabrication à 65 nm, réduisant ainsi les coûts de fabrication pour Microsoft, ainsi que la consommation d'énergie, ce qui a permis une meilleure dissipation de la chaleur.
Le nom « Xenon » a été adopté à la place du nom de code, au début de la conception de la Xbox 360.

## Spécifications
D'après les données d'IBM.
- Fabrication en procédé 90 nm[4], amélioration en procédé 65 nm en 2007[5] (nommée, en code, "Falcon"), procédé 45 nm en mai 2010 (nommée, en code, "Trinity")[6][réf. non conforme] ;
- 165 millions de transistors ;
- Trois cœurs symétriques, chacun compatibles SMT deux voies, et cadencés par une horloge à 3,2 GHz, (SMT à 1,6 GHz)[4] ;
- SIMD : Un coprocesseur vectoriel VMX128 (similaire à AltiVec) avec 2 bancs de registres (2×64 bit) pour chaque cœur[4] ;
- un FPU Scalaire pour chaque cœur ;
- Cache[4] de second niveau (L2) de 1 MiB (visible par le processeur graphique) fonctionnant à demi-vitesse d'horloge (1,6 GHz) avec un bus de 64 bits ;
  - Largeur de bande de 12,8 gigaoctets par seconde (64 bits × 1 600 MHz) ;
- Physical layers (PHY) à 5,4 Go/s, 1,35 GHz[4] ;
- Résultat sur les opérations de produit scalaire : 2,4 milliards par seconde ;
- Performance de pointe théorique : 57,6 GFLOPS ;
- Restreint à l'exécution de code dans l'ordre[4] ;
- eFuse : 128 bits[7] ;
- ROM (et SRAM de 64 kbytes) contenant le programme de démarrage Secure Bootloader de Microsoft, et un hyperviseur de cryptage[7] pour générer des clés de chiffrement aléatoire ;
- Architecture big endian ;
- Calcul des FLOPS du Xenon : VMX128 peut prendre jusqu'à quatre nombres flottants et le FPU, deux nombres flottants 32 bits, multiplié par 3,2 GHz et par trois cœurs on obtient donc 57,6 GFlops, et non 115,2 GFlops, car le SMT du Xenon (comme pour le PPE du CELL B.E.) fonctionne en réalité à la moitié de la fréquence d'horloge (1,6 GHz) puisque chaque cœur ne possède qu'une unité VMX et une FPU, la présence de ces deux unités en double, aurait permis d'offrir un bien meilleur SMT et donc atteindre 115,2 GFlops.

Le journaliste Dean Takahashi explique que l'une des principales demandes de Microsoft dans le cahier des charges du Xenon était de rester propriétaire du design du processeur et de pouvoir piloter son évolution et ses méthodes de fabrication pour pouvoir gérer au mieux les coûts de production comme Sony avait pu le faire pour maîtriser le coût de la PlayStation 2, contrairement au Pentium III qui équipait la génération précédente de Xbox pour lequel Microsoft n'avait aucun levier d'optimisation des coûts, le fabricant Intel pilotant sa production selon ses propres objectifs, qui ne coïncidaient pas avec ceux de Microsoft.

## XCGPU
La Xbox 360 S a introduit le XCGPU, qui intégrait le processeur Xenon et le GPU Xenos sur la même puce, et l’eDRAM dans le même boîtier. Le XCGPU suit la tendance amorcée avec l’EE+GS intégré dans la PlayStation 2 Slimline, combinant CPU, GPU, contrôleurs mémoire et E/S dans une seule puce à coût réduit. Il contient également un « bloc de remplacement du bus frontal » qui connecte le CPU et le GPU en interne exactement de la même manière que le FSB l’aurait fait lorsque le CPU et le GPU étaient des puces séparées, de sorte que le XCGPU ne modifie pas les caractéristiques matérielles de la Xbox 360.
Le XCGPU contient 372 millions de transistors et est fabriqué par GlobalFoundries selon un procédé à 45 nm. Par rapport au chipset d’origine de la Xbox 360, les besoins en énergie combinés sont réduits de 60 % et la surface physique de la puce réduite de 50 %,.

## Galerie
Illustrations des générations de processeurs dans les Xbox 360 et Xbox 360 S.

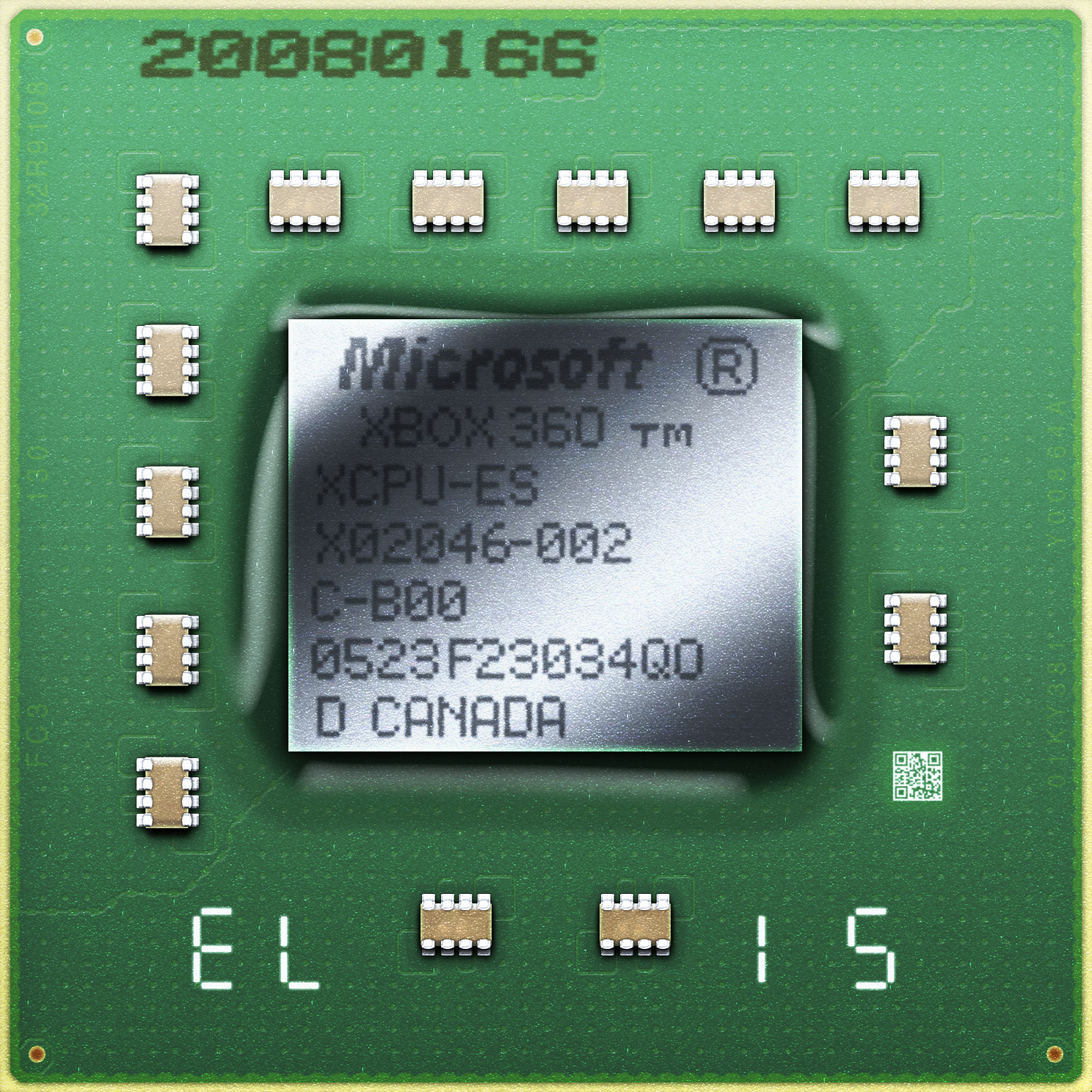
Le XCPU-ES original "Xenon" fabriqué à 90 nm par IBM en 2005. "ES" signifie "Engineering Sample" et il est produit par IBM dans son usine de Bromont au Québec.
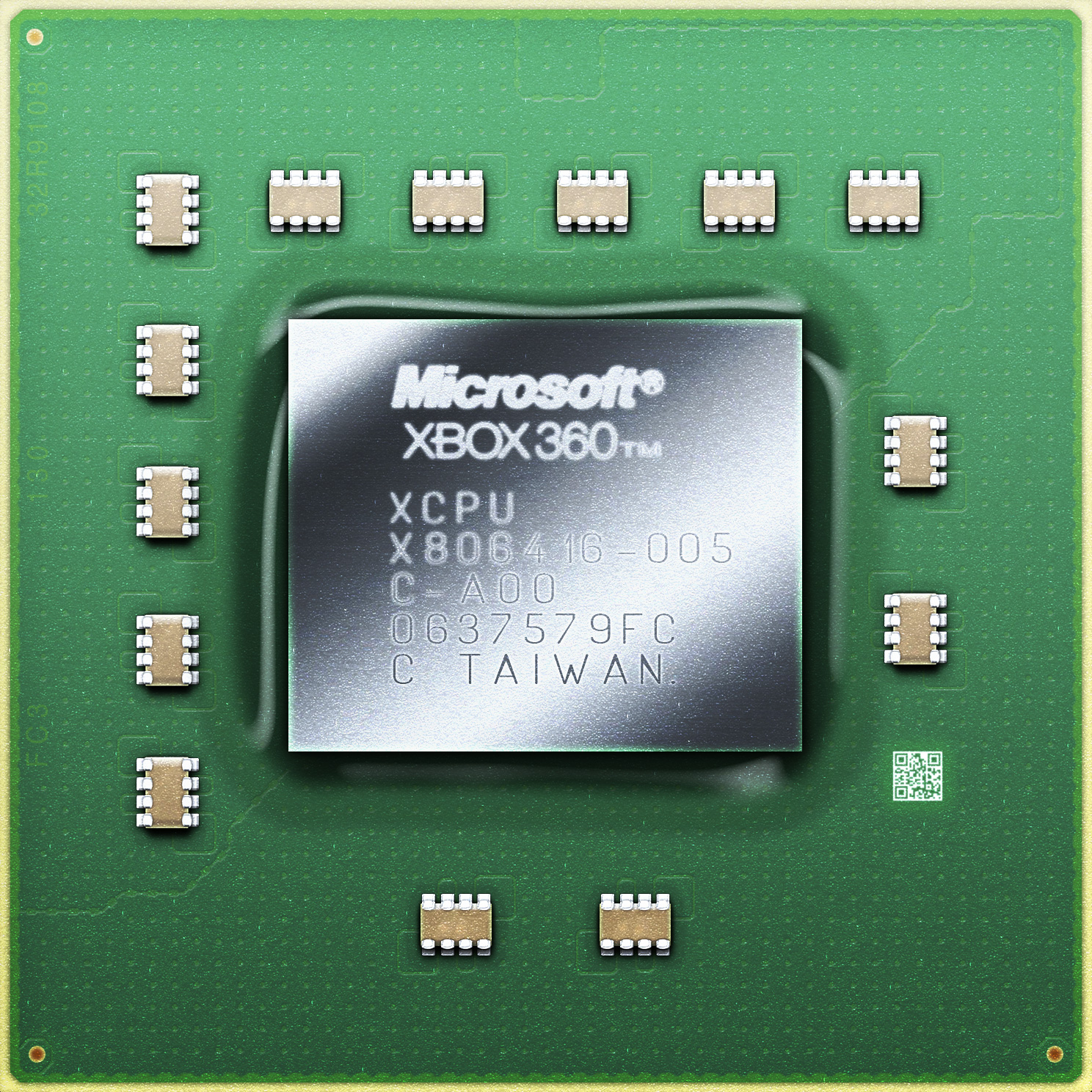
Le XCPU de la version "Zephyr" fabriqué à 90 nm par Chartered à Singapour en 2006.
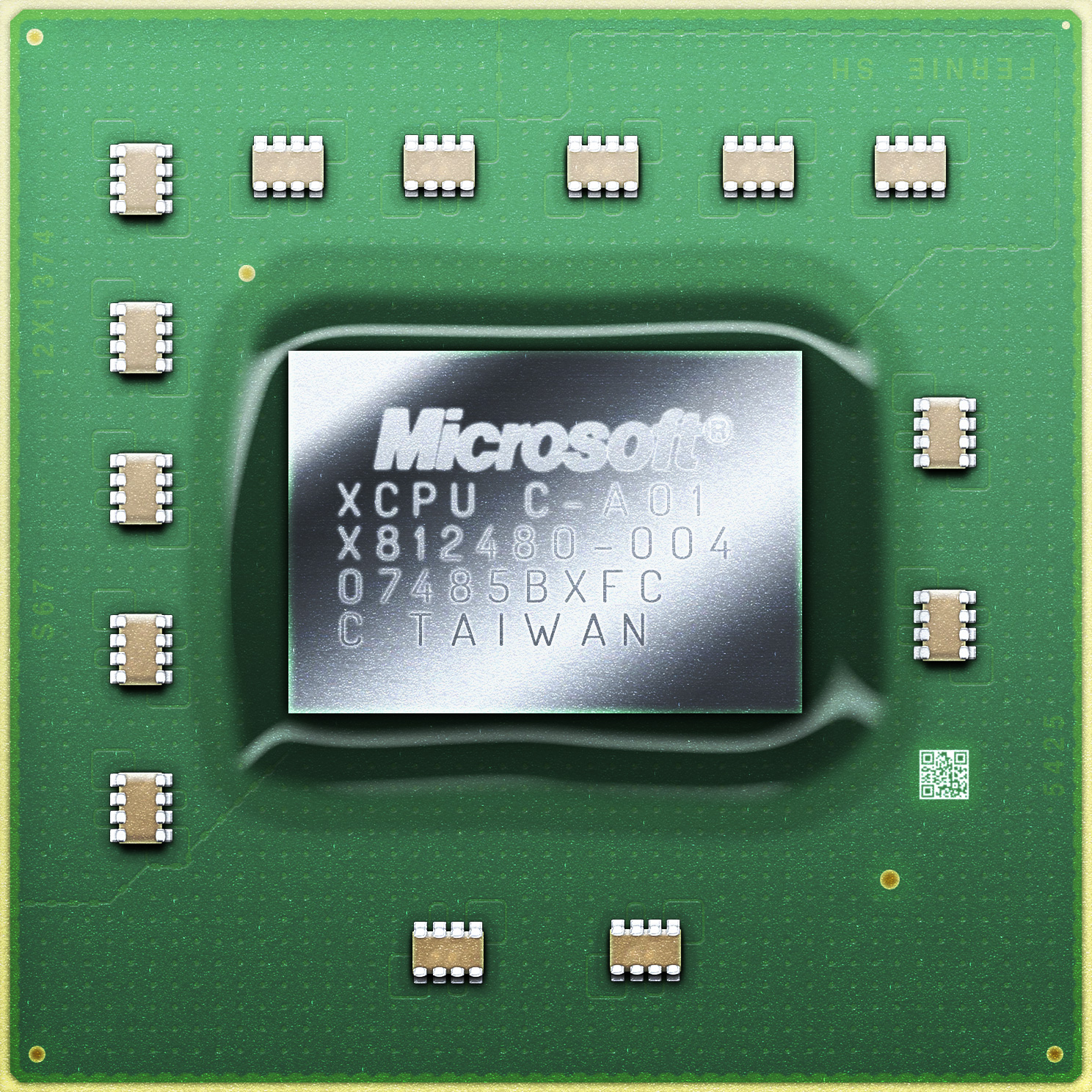
Le XCPU de la version "Falcon" fabriqué à 65 nm par Chartered à Singapour en 2007.
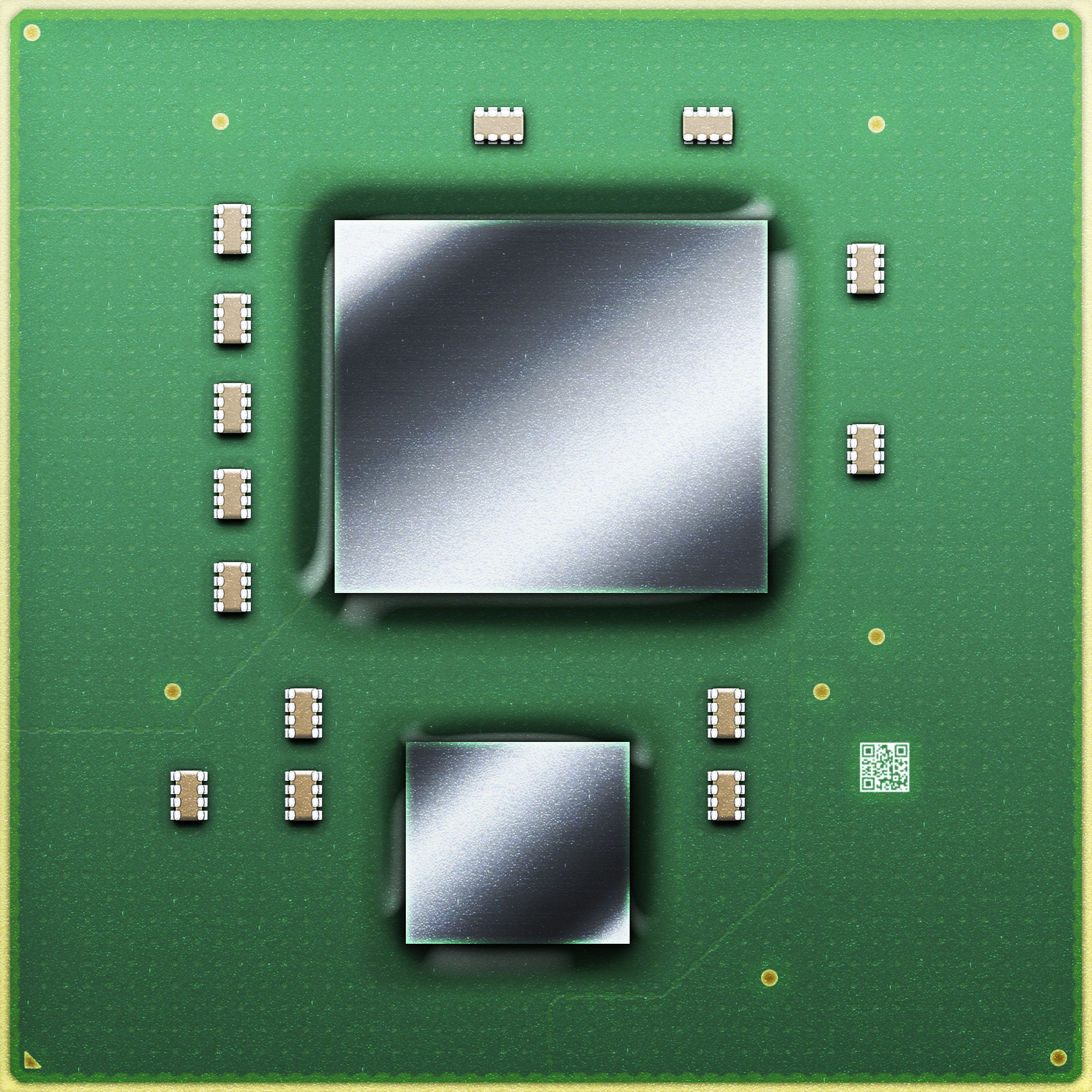
Les deux dies du XCGPU : Le plus grand est le XCGPU lui-même et le plus petit die contient les 10 Mo d'eDRAM. Fabriqué à 45 nm par GlobalFoundries à Singapour en 2010.
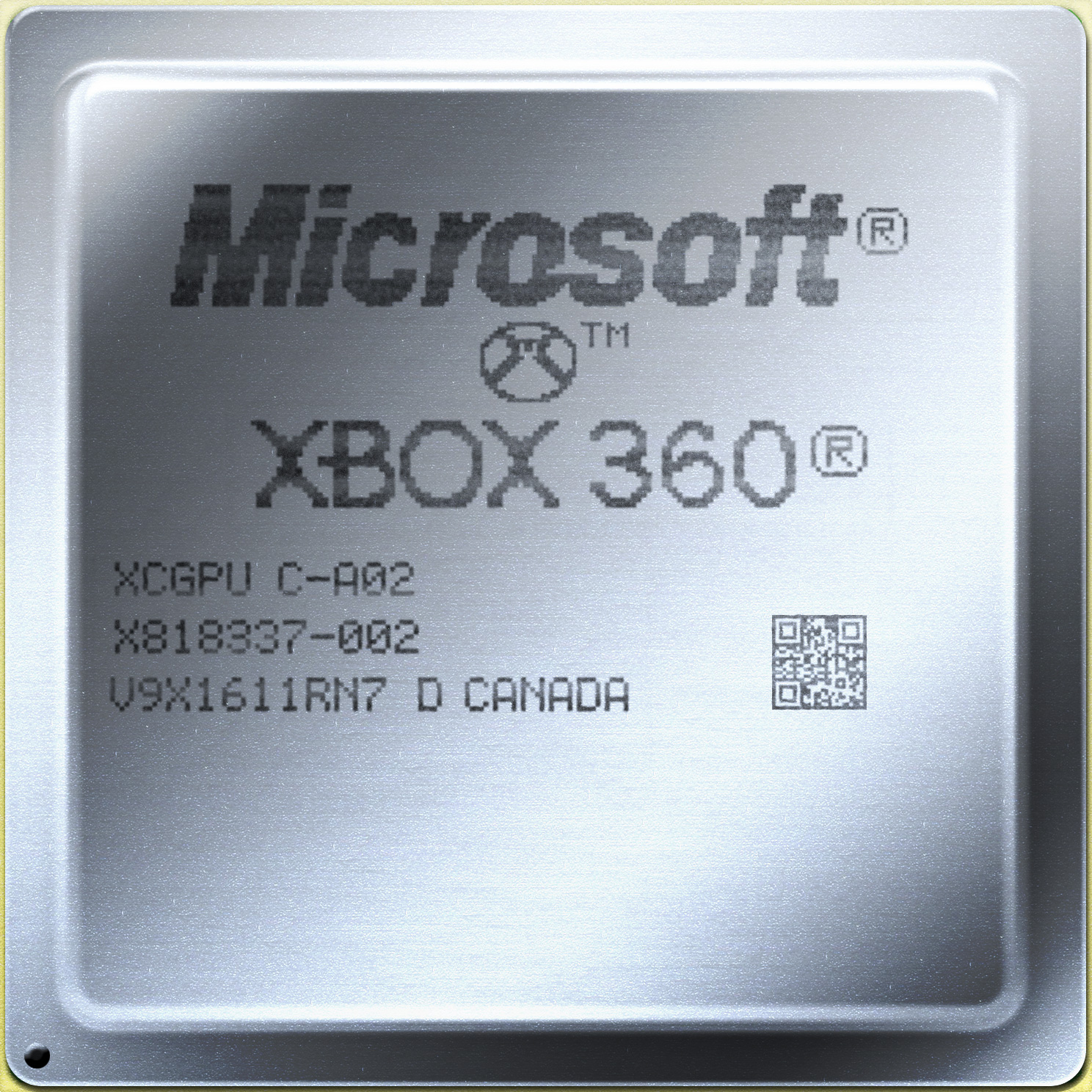
Le XCGPU avec son IHS (dissipateur métallique thermique intégré). L'ensemble est produit par IBM dans son usine de Bromont au Québec.